# Darrel Brown
Pour les articles homonymes, voir Darrel.
Darrel Brown est un sprinteur trinidadien né le 11 octobre 1984 à Arima, spécialiste du 100 mètres. Vice-champion du monde à quatre reprises, il est aussi l'ancien recordman du monde junior du 100 m avec le temps de 10 s 01, réalisé en 2003.

## Carrière sportive
En 2001, il fait partie du relais trinidadien vice-champion du monde à Edmonton à seulement 17 ans. En 2002, il devient champion du monde junior du 100 mètres à Kingston devant son compatriote Marc Burns dans un temps de 10 s 09 secondes. Lors des Championnats du monde d'athlétisme 2003 à Paris, après avoir couru en 10 s 01 en quarts de finale (actuel record du monde junior), il remporte la médaille d'argent en 10 s 08 derrière la surprise Kim Collins vainqueur en 10 s 07, et devant le britannique Darren Campbell. Après ces championnats, beaucoup le voient comme le successeur d'Ato Boldon. Il n'a pas à ce jour confirmé cette performance dans les grandes compétitions internationales (en individuel) mis à part une médaille d'argent aux Championnats du monde d'athlétisme 2005 à Helsinki, dans le relais 4 × 100 mètres. Son record personnel est 9 s 99 réalisé en juin 2005 à Port-d'Espagne.
Le 15 août 2008, il finit 8e et dernier de son quart de finale du 100 m des Jeux olympiques 2008 à Pékin en 10 s 93 derrière notamment Churandy Martina, Michael Frater et Naoki Tsukahara.
Il n'est sélectionné ni en individuel ni avec le relais trinidadien aux Championnats du monde d'athlétisme 2011 à Daegu en raison de sa 6e place aux championnats nationaux (10 s 13) derrière Richard Thompson (9 s 85), Keston Bledman, (10 s 06), Aaron Armstrong, Marc Burns et Emmanuel Callender.
À court de forme et blessé, Brown est en retrait du sprint mondial depuis 2006.

## Palmarès

### Championnats du monde
- 2001 d'Edmonton ( Canada)
  -  Médaille d'argent du relais 4 × 100 mètres
- 2003 de Paris ( France)
  -  Médaille d'argent du 100 mètres
- 2005 d'Helsinki ( Finlande)
  -  Médaille d'argent du relais 4 × 100 mètres
- 2009 de Berlin ( Allemagne)
  -  Médaille d'argent du relais 4 × 100 mètres

### Championnats du monde junior
- Médaille d'or du 100 mètres aux Championnats du monde junior d'athlétisme 2002 de Kingston.